# ضریب شکل (طراحی)

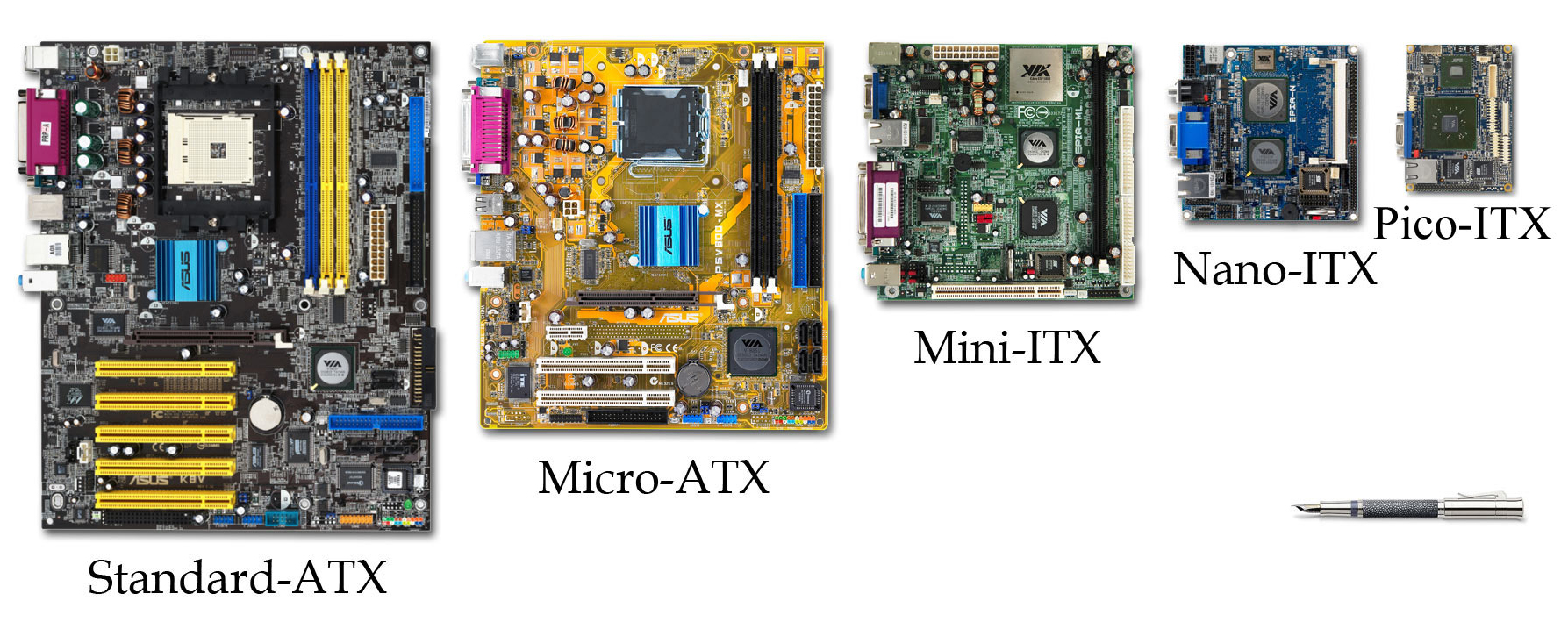
مقایسه برخی از ضریب شکل‌های رایج مادربرد

ضریب شکل جنبه‌ای از طراحی سخت‌افزار است که اندازه، شکل و دیگر مشخصات فیزیکی قطعات به خصوص در لوازم الکترونیکی مصرفی و بسته‌بندی الکترونیکی را تعریف و تشریح می‌کند. ضریب شکل ممکن است نشان‌دهندهٔ کلاس گسترده‌ای از قطعات با اندازهٔ مشابه یا فقط توصیف یک استاندارد خاص باشد.

## تکامل و استاندارد
با کوچک و کوچکتر شدن سخت‌افزار‌های الکترونیکی برمبنای قانون مور و الگوهای مرتبط با آن، امکان دسترسی به ضریب شکل‌های بیش از پیش کوچکتر میسر می‌شود. این قاعده بر روی پیشرفت‌های خاص فن‌آورانه، مانند پی‌سی‌آی اکس‌پرس، به شدت مصداق داشته، هرچند سرعت کوچکتر شدن ضریب شکل در طول تاریخ نسبت به سرعت کوچک شدن خود قطعات الکترونیکی کندتر بوده‌است. استانداردسازی ضریب شکل‌ها برای سازگاری تولید سخت‌افزار بین تولیدکنندگان مختلف یک امر الزامی و حیاتی است.

## بِده‌بِستان‌ها
ضریب شکل‌های کوچکتر باعث استفاده بهینه از فضای محدود، انعطاف‌پذیری بیشتر در هنگام قرار دادن قطعات در داخل یک مجموعه بزرگتر، کاهش استفاده از مواد و سهولت بیشتر در حمل و نقل و استفاده می‌شوند. اما درعوض به‌طور معمول متحمل هزینهٔ بیشتر در طراحی، ساخت و تولید و تعمیر و نگهداری در طول چرخه حیات مهندسی محصول می‌شوند و و توسعه پذیری کمتری نسبت به ضریب شکل‌های بزرگتر دارند. به ویژه در طراحی ضریب شکل‌های کوچکتر برای کامپیوتر و تجهیزات شبکه باید ملاحظات مربوط به سرد کردن وسیله نیز مد نظر قرار بگیرند. نگهداری و تعمیر توسط کاربر نهایی در دستگاه‌های الکترونیکی دارای ضریب شکل‌های کوچک مانند گوشی‌های تلفن همراه اغلب امکان‌پذیر نیست و ممکن است توسط سازنده جزو بندهای نقض وارانتی لحاظ گردد، این قبیل دستگاه‌ها اگر خراب شوند نیاز به سرویس حرفه‌ای دارند یا غیرقابل تعمیر بوده و باید تعویض شوند.

## نمونه‌ها

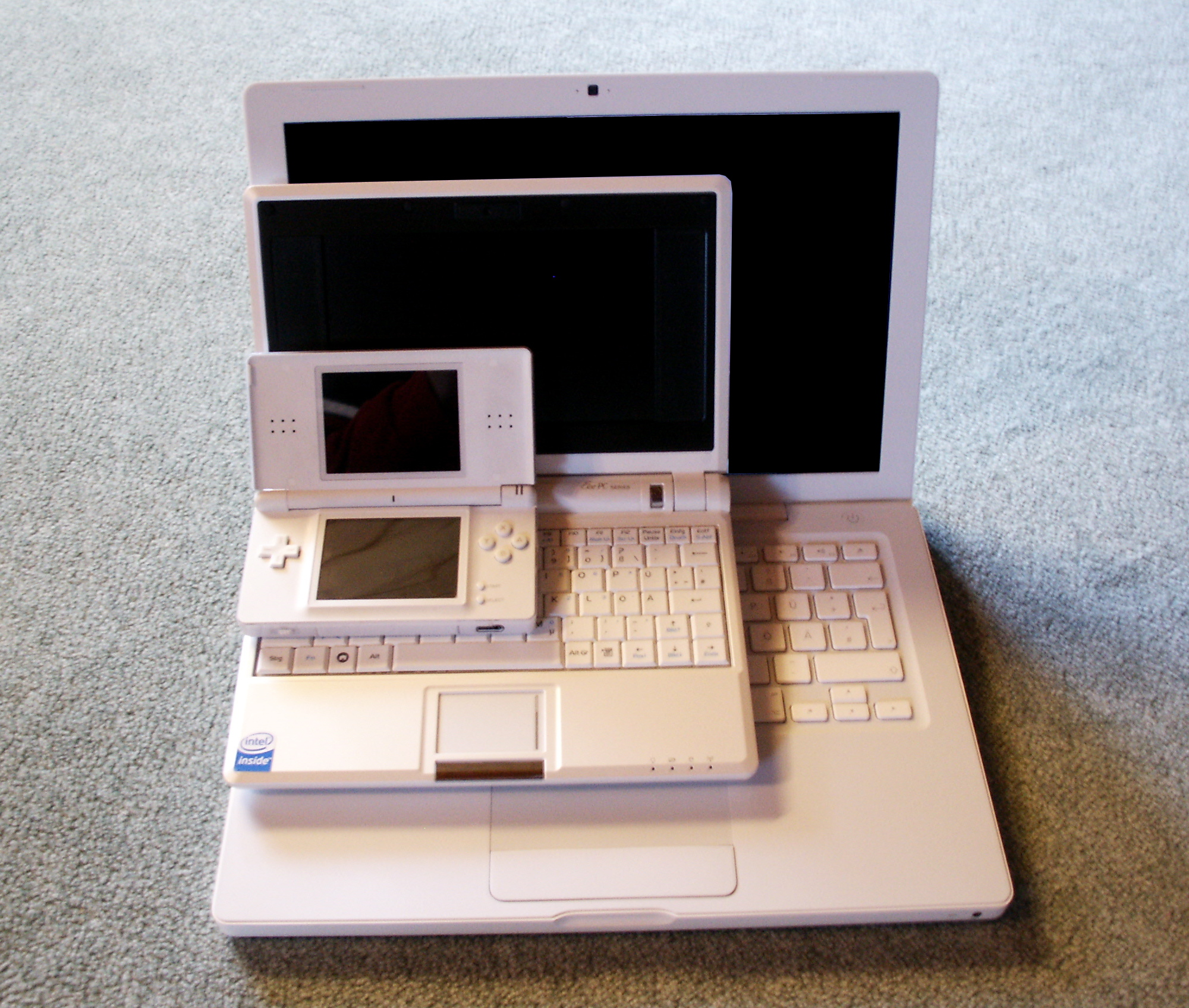
مقایسه ضریب شکل دستگاه‌های قابل‌حمل مختلف (از کوچکترین تا بزرگترین: کنسول بازی دستی نینتندو، نوت بوک ایسوس Eee PC و لپ تاپ مک بوک)

### ضریب شکل‌های کامپیوتری
شامل مجموعه ای از استانداردهای صنعتی برای مادربرد‌ها، تعیین ابعاد، منابع قدرت، قرار دادن سوراخ‌ها و پورت‌ها و پارامترهای دیگر می‌شوند. انواع دیگر از ضریب شکل‌ها برای کامپیوتر عبارتند از:
- ضریب شکل کوچک (SFF) مجموعه ای ساده‌تر شده از استانداردها است که ممکن است اشاره به هر دو مادربرد و کیس کامپیوتر داشته باشد. دستگاه‌های SFF شامل مینی تاور‌ها و سینمای خانگی کامپیوتری می‌شوند.
- ضریب شکل جعبه پیتزایی، یک ضریب شکل پهن و تخت بود که برای کامپیوتر و سوئیچ‌های شبکه، اغلب جهت نصب در رک‌های ۱۹ اینچ استفاده می‌شد.

### قطعات
- ضریب شکل‌های درایو دیسک سخت، ابعاد فیزیکی یک دیسک سخت کامپیوتر
- ضریب شکل محفظه دیسک سخت، ابعاد فیزیکی یک محفظه دیسک سخت کامپیوتر

### ضریب شکل‌های قابل‌حمل
- لپ تاپ یا نوت بوک، یک شکل از رایانه قابل حمل با ضریب شکل «تاشو».
- ضریب شکل‌های گوناگون برای ریز نوت بوک، رایانه‌شخصی فرا همراه، نوت بوک و تبلت، وسایلی که کوچکتر و اغلب ارزانتر از نوت بوک هستند.
- ضریب شکل تلفن همراه، شامل اندازه و شکل و طرح و سبک گوشی‌های تلفن همراه. دسته گسترده‌ای از ضریب شکل‌ها شامل گوشی‌های میله ای، گوشی‌های تاشو و گوشی‌های کشویی که هرکدام زیررده‌ها و انواع گوناگون فراوانی دارند.